# Lucea
Lucea es la capital de la parroquia de Hanover, ubicada en el noroeste de Jamaica. Se encuentra ubicada con costas en el mar Caribe.

## Población
La población de esta ciudad jamaiquina se encuentra compuesta por un total de cinco mil novecientas neventa y seis personas, según las cifras que arrojaron el censo llevado a cabo en el año 2010.